# 岷王府
岷王府，现名“武冈市博物馆”，为明太祖朱元璋第十八子岷王朱楩的藩王府邸，同时也是明代武冈县城的核心建筑，位于武冈古城西片区云山路与西直路交汇处的东北角，距古城墙约500米，东临新开河路，西侧为云山路，北面革新路，南接西直街。
岷王府以南京故宫为蓝本，缩小规模而建，永乐二十二年明仁宗迁岷王朱楩于此，寄居州治，久之始建王府。正德三年岷靖王朱彦汰奏“本府狭陋，欲乞雍王所遗空闲府第徙居之”，请求改封于四川保宁府寿王府居住，不许。崇祯十六年张献忠入湖广，武冈人袁有志率众起义，杀岷王朱企𨰘。南明永曆元年四月（1647年，即清顺治四年），桂王朱由榔迁武冈，以岷王府为行宫，改武冈州为奉天府，八月永历帝败走黔滇，王府遂废。
自2016年11月11日起，经过前期筹备工作后，武冈市政府开始重建岷王府以用作市博物馆。工程由湖南大学考古研究所设计。重建后的博物馆区建筑在设计上总体以一层为主，部分为二层。外观上仿照明清官式建筑的风格。博物馆分为武冈历史建筑艺术展示区、宗教文化展示区、历史展示区、耕读文化展示区、非物质文化展示区以及园林建筑艺术展示区，原计划在2018年1月底前完成项目的装修工程。目前一期工程的大部分建筑已完成初步建造工作，等待进一步装修。